# Cuíto
Cuíto (12°23′S 16°56′E / -12.383, 16.933) es una ciudad y municipio de Angola, con una población de cerca de 185.000 habitantes, es la capital de la provincia de Bié. También se escribe "Cuito". 
Cuíto: dista 709 km de Luanda y 150 de Huambo.
Antes de 1975 se le designaba "Silva Porto", en honor al explorador portugués António Francisco da Silva Porto.
Fue severamente castigada por la guerra civil y apodada la «Stalingrado africana» por el largo sitio a la que fue sometida por parte de UNITA. 
En la actualidad se ha iniciado un lento proceso de reconstrucción a las afueras del antiguo casco urbano.

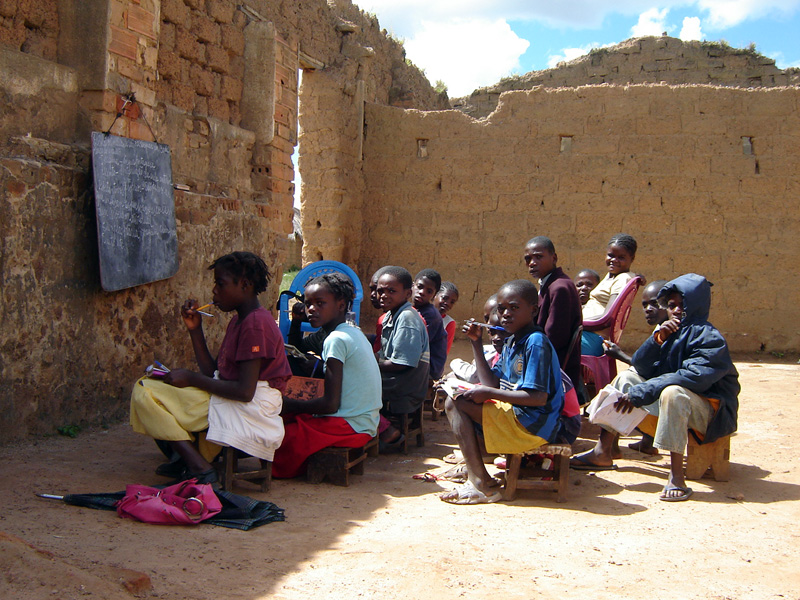
Niños en una escuela de Cuíto.

## Comunicaciones
Estación del Ferrocarril de Benguela, en portugués O Caminho de Ferro de Benguela (CFB) que comunica el puerto de Lobito, en la costa atlántica, con la localidad fronteriza de Luau, en la parte oriental del país.